# Sant Salvador de Blancafort
Sant Salvador de Blancafort és una ermita de Blancafort, al municipi d'Os de Balaguer (Noguera) inclosa a l'Inventari del Patrimoni Arquitectònic de Catalunya.

## Descripció
Edifici d'estructura simple, d'una sola nau coberta amb volta de canó de perfil semicircular. L'absis semicircular està orientat a l'est i s'obre directament a la nau i conté l'única finestra de la construcció, d'esqueixada recta. La porta d'accés s'obre als peus de la nau. El parament està molt erosionat, amb traces d'haver estat arrebossat i deixa entreveure un aprell de petit carreu sense polir i disposat irregularment, fet que palesa que ens trobem davant d'una obra rural de la plenitud del segle xii, allunyada dels corrents estilístics de l'època.

## Història
Sant Salvador depengué de la parròquia de Santa Fe i Sant Salvador de Blancafort.